# Schosshalde
Die Schosshalde (berndeutsch Schosshaude [ˈʃɔshɑud̥ə]) ist ein statistischer Bezirk im Stadtteil IV, Kirchenfeld-Schosshalde im Osten von Bern. Im Bezirk liegen Egelmoos, Freudenberg, Jolimont nördlich der Buchserstrasse, Merzenacker, Ostring, Rosengarten, Schosshalde/Obstberg, Schönberg/Bitzius, Schönberg-Ost, Schöngrün/Vermont, Schosshaldenwald/Friedhof, Wyssloch und Zentrum Paul Klee. Im Osten bildet es die Stadtgrenze zu Ostermundigen.
Im Jahr 2022 lebten im statistischen Bezirk 9081 Einwohner, davon 7211 Schweizer und 1870 Ausländer.
Der Name Schosshalde wird auf die Moränenterrasse zwischen Schosshaldenstrasse, Schosshaldenwald, Oberer Zollgasse, Buchserstrasse und Egelgasse zurückgeführt. Obstberg war der Name eines Landhauses am Aargauerstalden.
Das 2005 eröffnete Zentrum Paul Klee ist ein Ausstellungs- und Veranstaltungszentrum, das sich besonders dem Werk von Paul Klee widmet. Vom Rosengarten, der über 400 Rosen- und Irisarten sowie 28 verschiedene Rhododendren beherbergt, hat man auch einen der besten Blicke auf die Berner Altstadt. Von 1765 bis 1877 war es der Friedhof der Unteren Altstadt, erst seit 1913 ist der Garten eine öffentliche Anlage.
In Planung befindet sich ein «Bypass» als Tunnel der häufig überlasteten Autobahn A6  zwischen Bern-Wankdorf und Muri, welche heute den Bezirk durchschneidet. Die jetzige Autobahn wird zur Stadtstrasse. Es wird noch mit einer längeren Planungszeit gerechnet, die Eröffnung ist 2045 geplant. Bis dahin sollen die Pannenstreifen der Autobahn für den Verkehr umgenutzt werden.